# 都城市立富吉小学校
都城市立富吉小学校（みやこのじょうしりつ とみよししょうがっこう）は、宮崎県都城市山之口町富吉にある公立の小学校。

## 概要
歴史
1925年（大正14年）に「山之口尋常高等小学校 富吉分教場」として創立。1953年（昭和28年）に独立。現校名となったのは2006年（平成18年）。独立した1953年（昭和28年）を創立年としており、2023年（令和5年）に創立70周年を迎えた。
校章
中央に校名の略称である「富小」の文字（縦書き）を配している。
校歌
1963年（昭和38年）に独立10周年を記念して制定。作詞は長嶺宏、作曲は海老原直による。歌詞は3番まであり、3番の歌詞中に校名の「富吉小」が登場する。
通学区域
都城市山之口町のうち、「富吉地区（下富吉地区を除く）」。
中学校区は都城市立山之口中学校。

## 沿革
- 1925年（大正14年）6月7日 - 「山之口尋常高等小学校 富吉分教場」が設置される。
- 1941年（昭和16年）4月1日 - 国民学校令施行により、「山之口村山之口国民学校 富吉分教場」に改称。尋常科を初等科に改める。
- 1945年（昭和20年）9月 - 台風により、校舎が倒壊。
- 1946年（昭和21年）11月 - 仮校舎が完成。
- 1947年（昭和22年）4月1日 - 学制改革（六・三制の実施）により、新制小学校「山之口村立山之口小学校 富吉分教場」に改組・改称。
- 1951年（昭和26年）4月 - 木造新校舎が完成。
- 1953年（昭和28年）4月1日 - 「山之口村立富吉小学校」として独立。
- 1956年（昭和31年）5月 - 校舎を増築。
- 1960年（昭和35年）8月 - 運動場を拡張。
- 1961年（昭和36年）9月 - 運動場を拡張。
- 1962年（昭和37年）2月 - 学校給食を開始。
- 1963年（昭和38年）1月 - 独立10周年を記念して、校歌を制定。
- 1964年（昭和39年）11月3日 - 町制施行により、「山之口町立富吉小学校」に改称。
- 1966年（昭和41年）10月 - プールが完成。
- 1969年（昭和44年）12月 - 体育館が完成。
- 1971年（昭和46年）9月 - 校旗を制定。

- 2006年（平成18年）1月1日 - 都城市との合併により、「都城市立富吉小学校」（現校名）に改称。

## 交通アクセス
最寄りの鉄道駅
- JR九州 日豊本線 「山之口駅」

最寄りの幹線道路
- 宮崎県道47号三股高城線

## 周辺
- 弥五郎どん交流活性化センター（弥五郎どんの館）
- 的野農村公園
- 上富吉地区体育館
- 山之口あじさい公園（松尾城跡）
- 的野正八幡宮
- 山之口畜産総合センター